# خلیفه قشلاق
خلیفه قشلاق، روستایی از توابع بخش افشار شهرستان خدابنده در استان زنجان ایران است.

## جمعیت
این روستا در دهستان شیوانات قرار دارد و براساس سرشماری مرکز آمار ایران در سال ۱۳۹۰، جمعیت آن ۷۴۸ نفر (۱۲۰خانوار) بوده‌است.